# Göran Wahlenberg
Göran Wahlenberg (do 1804 r. Georg Wahlenberg; ur. 1 października 1780 w Skarphyttan koło Filipstad, prowincja Värmland, Szwecja, zm. 22 marca 1851 r. w Uppsali) – szwedzki lekarz, botanik, geograf i geolog, badacz flory Skandynawii, Alp i Karpat.

## Życiorys
Po zakończeniu w 1799 studiów filozoficznych poświęcił się całkowicie botanice. W 1801 został mianowany asystentem Królewskiego Towarzystwa Naukowego przy uniwersytecie w Uppsali, gdzie zajmował się głównie tamtejszymi zbiorami przyrodniczymi. W 1807 uzyskał tytuł doktora medycyny, a w 1808 został członkiem Królewskiej Akademii Nauk w Sztokholmie. W 1814 zyskał stopień adiunkta przy zbiorach Królewskiego Towarzystwa Nauk w Uppsali, zaś w 1829 osiągnął pozycję profesora medycyny i botaniki na tamtejszym uniwersytecie.
W pierwszym dziesięcioleciu XIX w. odbył cztery podróże naukowe do Norrlandii i Laponii. W 1813 r. prowadził badania botaniczne i geograficzne w Tatrach (w ich obecnie słowackiej części) oraz w Małej i Wielkiej Fatrze, Górach Choczańskich i Niżnich Tatrach. W tych ostatnich odwiedził wówczas mityczną Jaskinię Smoczą (słow. Dračia jaskyňa; dziś Demianowska Jaskinia Lodowa). Wyniki swoich badań opublikował w dziele Flora Carpatorum Principalium (Göttingen 1814).